# Greivis Vásquez
Pour les articles homonymes, voir Vásquez (homonymie).
Greivis Vásquez Rodríguez (né le 16 janvier 1987 à Caracas) est un joueur vénézuélien de basket-ball, évoluant au poste de meneur.

## Carrière

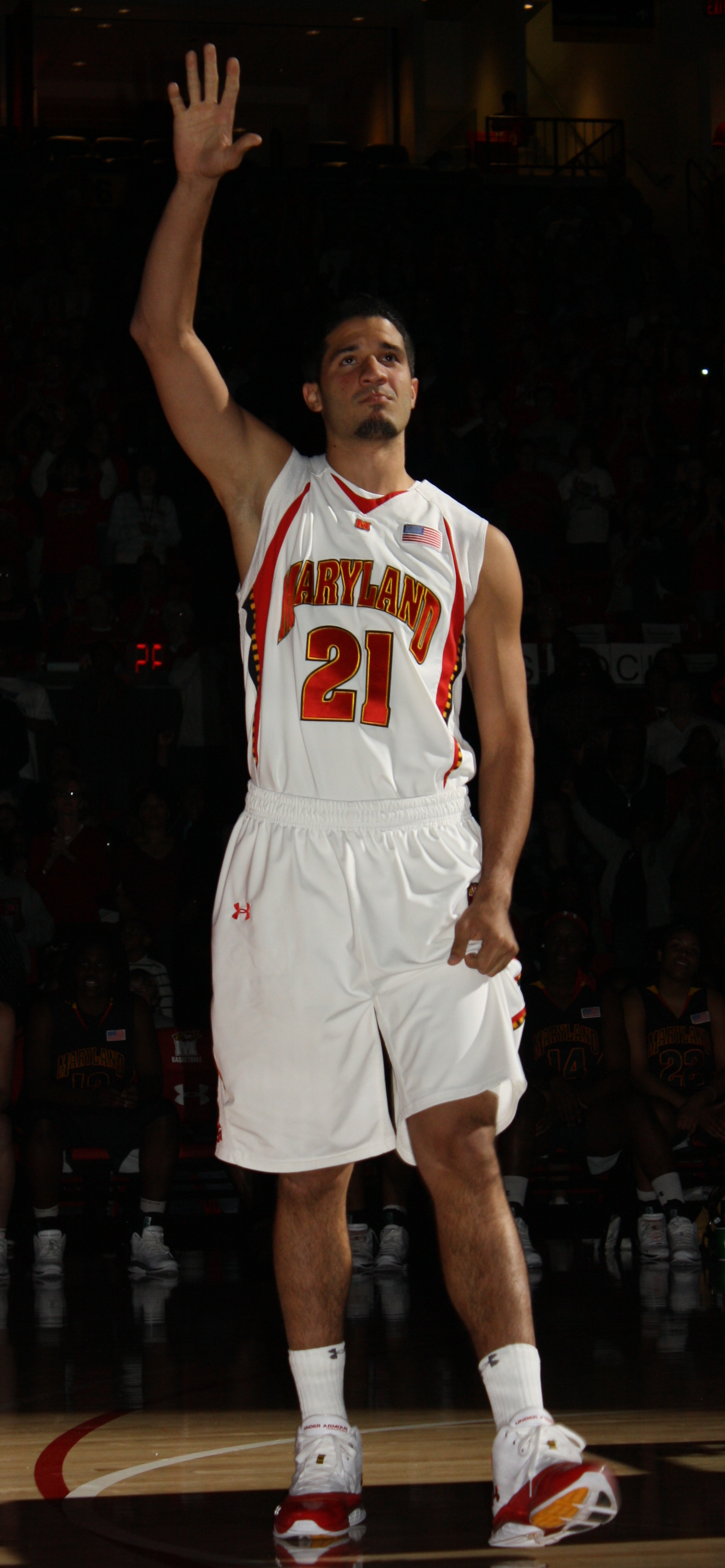
Vasquez lors de la Midnight Madness en 2009

Greivis Vásquez rejoint les États-Unis pour le lycée Montrose Christian à Rockville dans le Maryland en 2004, jouant aux côtés du futur joueur NBA Kevin Durant. En 2006, il décide d'intéger l'université du Maryland et l'équipe des Maryland Terrapins. Pour sa première saison, ses statistiques sont de 9,8 points, 4,7 passes décisives et 3,3 rebonds. La saison suivante, ses moyennes grimpent à 17 points, 6,8 passes décisives et 5,7 rebonds. Pour sa saison junior, celles-ci sont stables à 17,5 points, 5,4 rebonds, 5,0 passes décisives, devenant le premier joueur de l'histoire des Terrapins à être le meilleur marqueur, rebondeur et passeur lors d'une saison. En 2009-2010, pour sa dernière saison, il remporte le trophée Bob Cousy revenant au meilleur meneur universitaire du pays, concourant avec Sherron Collins (Kansas), Scottie Reynolds (Villanova), Jon Scheyer (Duke), Evan Turner (Ohio State) et John Wall, grâce à des moyennes de 19,3 points, 6,3 passes décisives et 4,6 rebonds.
Vásquez termine deuxième meilleur marqueur de l'histoire des Terrapins avec 2 171 points inscrits.
En 2007, il devient international vénézuélien participant au championnat des Amériques 2007. Il participe également à l'édition 2009.
Les Grizzlies de Memphis sélectionnent Vásquez au 28e rang de la draft 2010.
En juin 2010, Vásquez apporte son soutien à Bob Ehrlich dans la course à l'élection du gouverneur du Maryland en novembre 2010.
Le 24 décembre 2011, il est transféré aux Hornets de la Nouvelle Orléans contre Quincy Pondexter.
Lors de la saison 2012-2013, il est le joueur qui distribue le plus grand nombre de passes décisives sur l'ensemble de la saison avec un total de 704 passes décisives.

### Équipe nationale
En 2007, il devient international vénézuélien participant au championnat des Amériques 2007. Il participe également à l'édition 2009.

## Records personnels sur une rencontre NBA
Les records personnels de Greivis Vásquez, officiellement recensés par la NBA sont les suivants :
| Type de statistique        | Saison régulière | Saison régulière            | Saison régulière | Playoffs | Playoffs                | Playoffs      |
| Type de statistique        | Record           | Adversaire                  | Date             | Record   | Adversaire              | Date          |
| -------------------------- | ---------------- | --------------------------- | ---------------- | -------- | ----------------------- | ------------- |
| Points                     | 27               | @ Magic d'Orlando           | 26 décembre 2012 | 18       | Nets de Brooklyn        | 19 avril 2014 |
| Paniers marqués            | 12               | @ Magic d'Orlando           | 26 décembre 2012 | 6        | Nets de Brooklyn        | 19 avril 2014 |
| Paniers tentés             | 25               | Timberwolves du Minnesota   | 17 mars 2013     | 12       | 3 fois                  |               |
| Paniers à 3 points réussis | 6                | @ Bucks de Milwaukee        | 5 avril 2014     | 3        | 2 fois                  |               |
| Paniers à 3 points tentés  | 9                | 2 fois                      |                  | 6        | @ Nets de Brooklyn      | 27 avril 2014 |
| Lancers francs réussis     | 9                | @ Suns de Phoenix           | 20 novembre 2013 | 5        | 2 fois                  |               |
| Lancers francs tentés      | 9                | @ Suns de Phoenix           | 20 novembre 2013 | 5        | 2 fois                  |               |
| Rebonds offensifs          | 4                | 2 fois                      |                  | 2        | Nets de Brooklyn        | 22 avril 2014 |
| Rebonds défensifs          | 11               | @ Celtics de Boston         | 16 janvier 2013  | 6        | 2 fois                  |               |
| Rebonds totaux             | 11               | 2 fois                      |                  | 6        | 2 fois                  |               |
| Passes décisives           | 16               | Timberwolves du Minnesota   | 14 décembre 2012 | 9        | @ Nets de Brooklyn      | 27 avril 2014 |
| Interceptions              | 5                | Trail Blazers de Portland   | 10 février 2012  | 2        | Thunder d'Oklahoma City | 7 mai 2011    |
| Contres                    | 2                | 2 fois                      |                  | 1        | 3 fois                  |               |
| Balles perdues             | 8                | 2 fois                      |                  | 3        | @ Nets de Brooklyn      | 25 avril 2014 |
| Minutes jouées             | 46               | @ Trail Blazers de Portland | 16 décembre 2012 | 35       | @ Nets de Brooklyn      | 27 avril 2014 |

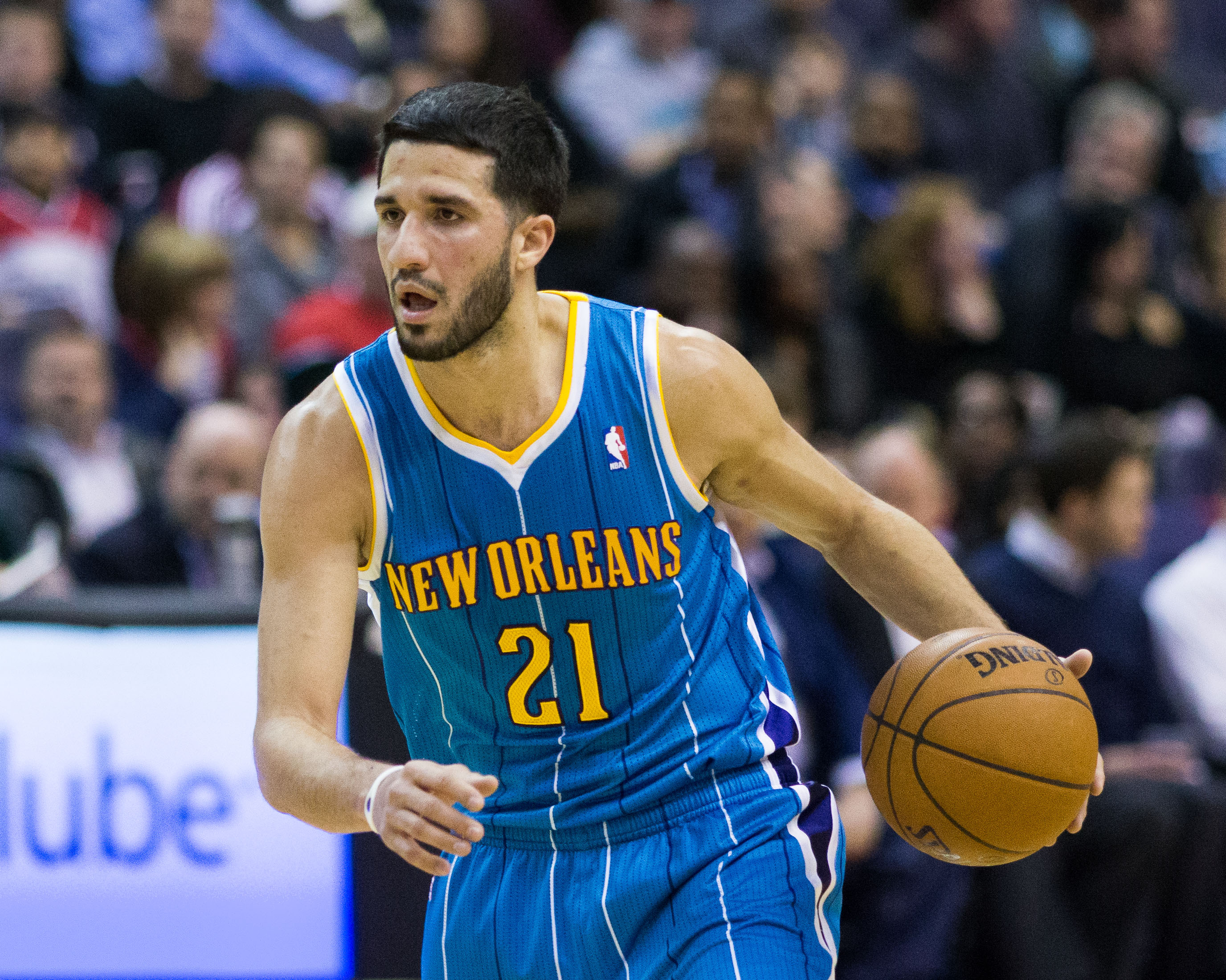
Greivis Vásquez avec les Hornets.

- Double-double : 31 (au 30/12/2014)
- Triple-double : 1